# 22 (cântec)
„22” este un cântec de cântăreața britanică Lily Allen, lansat ca al patrulea disc single internațional de pe al doilea album al ei, It's Not Me, It's You. Acesta va fi scos pe piața muzicală pe 24 august 2009.

## Informații
Allen a relatat revistei Observer Music în decembrie 2008 că versurile cântecului, în care este descris un personaj feminin ce este într-o condiție mizerabilă la 30 de ani, nu sunt făcute pentru a deprima ascultătorii ei mai vârstnici. A explicat: „Este mai mult vorba despre fetele care încă nu și-au dat seama ce să facă cu viața lor. În special cele mai frumoase. Se pot baza pe întruchiparea lor până la o limită: oamenii le cumpără cina și băuturile, iar ele nu trebuie să gândească. Și apoi realizează că nu au făcut nimic cu viața lor și e prea târziu. Și da, este despre o persoană anume. Majoritatea cântecelor mele încep astfel, iar apoi devin mai generale”.
„22” și „I Could Say” sunt folosite în reclamele pentru Samsung Star s5230 în Portugalia.

## Clasamente
| Clasament (2009)              | Poziția maximă |
| ----------------------------- | -------------- |
| Australian ARIA Singles Chart | 12             |
| UK Singles Chart              | 14             |